# Hildenbrandia
Hildenbrandia je rod crvenih algi iz porodice Hildenbrandiaceae, sastavljen od 26 vrsta.

## Opis
Hildenbrandia je nitasta crvena alga. Jednojezgrene stanice su pravokutna oblika, promjer im je 2-5 mikrometara. Talus je ispružen, oblikuje koru na stijenama. Sastavljen je od dva sloja: hipotalus, koji se pričvršćuje za stijenu, i peritalus, pseudoparenhimski sloj sastavljen od niti. Površina talusa je glatka i čvrsta. 

## Sistematika
Rod je sastavljen od sljedećih vrsta:
1. Hildenbrandia angolensis Welwitsch ex West & G.S.West
2. Hildenbrandia arracana Zeller
3. Hildenbrandia crouaniorum J.Agardh
4. Hildenbrandia cuprea (Hansgirg) Caisová & J.Kopecký
5. Hildenbrandia dawsonii (Ardré) Hollenberg
6. Hildenbrandia expansa Dickie
7. Hildenbrandia galapagensis Setchell & N.L.Gardner
8. Hildenbrandia jigongshanensis Nan & Xie
9. Hildenbrandia kerguelensis (Askenasy) Y.M.Chamberlain
10. Hildenbrandia lecannellieri Hariot
11. Hildenbrandia occidentalis Setchell
12. Hildenbrandia pachythallos Dickinson
13. Hildenbrandia patula H.B.S.Womersley
14. Hildenbrandia ramanaginae M.Khan
15. Hildenbrandia rivularis (Liebmann) J.Agardh
16. Hildenbrandia rubra (Sommerfelt) Meneghini; sin. Hildenbrandia prototypus Nardo, tipična
17. Hildenbrandia sanjuanensis Hollenberg